# Aparammoecius kaskiensis
Aparammoecius kaskiensis är en skalbaggsart som beskrevs av Ahrens och Zdzisława Stebnicka 1997. Aparammoecius kaskiensis ingår i släktet Aparammoecius och familjen Aphodiidae. Inga underarter finns listade i Catalogue of Life.